# 松林正俊
松林 正俊（まつばやし まさとし、1951年3月13日 - ）は、元日本の政治家。山口県長門市長（新）を1期、長門市長（旧）を2期務めた。現在は長門市にあるヤマネ鉄工建設株式会社取締役。

## 経歴
- 早稲田大学卒
- 衆議院議員林義郎秘書
- 長門市議会議員（2期）
- 長門市長（3期）
- ヤマネ鉄工建設株式会社取締役（現在）

## 政治歴
- 1995年　長門市議会議員選挙で初当選。43歳。
- 1999年　長門市議会議員選挙で再選。47歳。
- 2000年　長門市長選挙で初当選。48歳（無所属現職の藤田光久をわずか87票差で破る）。
- 2004年　長門市長選挙で再選。52歳（無投票）。
- 2005年　新設合併に伴う長門市長選挙で当選。53歳（無所属元市長の藤田光久、日本共産党新人の斉藤浩紀を破る[3]。次点の藤田との差はわずか223票）。
- 2009年　長門市長選挙で落選。57歳（無所属新人の南野京右に敗れる[4]）。

## 栄典
- 旭日小綬章[5][6]（2024年）